# Ritual (slobodno zidarstvo)
Ritual u slobodnom zidarstvu obuhvaća specifičan niz riječi i radnji koji se izgovaraju ili izvode tijekom obreda unutar lože, često vezanih uz rad na različitim stupnjevima slobodnog zidarstva. Simbolika slobodnog zidarstva koristi se za prikaz i tumačenje načela koja ova organizacija promiče.
Motivi slobodnozidarskog rituala pojavljuju se u mnogim književnim djelima, poput Kiplingove priče Čovjek koji bi bio kralj i Tolstojevog romana Rat i mir, čime se naglašava kulturni utjecaj i simbolika slobodnog zidarstva kroz povijest.

## Svrha rituala
Slobodno zidarstvo sebe opisuje kao jedinstven moralni sustav, oblikovan kroz alegorije i izražen simbolima. Simbolika unutar slobodnog zidarstva prisutna je u cijeloj masonskoj loži i uključuje brojne radne alate koji potječu iz srednjovjekovnog ili renesansnog kamenoklesarstva. Kroz sustav stupnjeva, kandidati se podučavaju putem rituala koji se sastoji od predavanja i alegorijskih prikaza.
U središtu slobodnog zidarstva nalazi se trorazinski sustav plave lože, čija je glavna alegorija usmjerena na izgradnju Salomonova hrama i priču o njegovom glavnom arhitektu, Hiramu Abifu. Viši stupnjevi, koji nadilaze osnovnu strukturu, često proširuju ovu priču, dodajući nove slojeve simbolike i pouka. Sudjelovanje u tim višim stupnjevima nije obavezno i obično zahtijeva pridruživanje posebnim slobodnozidarskim tijelima. Vrsta i dostupnost viših stupnjeva ovise o nadležnosti plave lože koja je prvotno inicirala kandidate.
Zajedničko cjelokupnom slobodnom zidarstvu je trorazinski sustav plave lože, čija je alegorija usredotočena na izgradnju Salomonova hrama i priča o glavnom arhitektu Hiramu Abifu. Naredni stupnjevi imaju različite temeljne alegorije, često povezane s prenošenjem priče o Hiramu. Sudjelovanje u njima nije obavezno i obično podrazumijeva pridruživanje odvojenom slobodnozidarskom tijelu. Vrsta i dostupnost viših stupnjeva također ovisi o masonskoj nadležnosti plave lože koja je prva inicirala kandidate.

## Nedostatak standardizacije rituala
Slobodni zidari često izvode svoje rituale iz sjećanja, prateći unaprijed određeni scenarij i format. Međutim, postoje mnogi različiti masonski obredi unutar plave lože, a svaka velika loža ima slobodu standardizirati ili ne standardizirati svoj vlastiti ritual. Unatoč toj raznolikosti, među velikih loža postoje određene sličnosti. Na primjer, svi masonski rituali za prva tri stupnja koriste arhitektonsku simboliku alata srednjovjekovnih operativnih zidara.
Kao "spekulativni" zidari, slobodni zidari koriste (što podrazumijeva filozofsko, a ne stvarno građenje) ovu simboliku za prenošenje moralnih i etičkih pouka. Ove lekcije često uključuju četiri temeljne vrline: moralnu čvrstinu, opreznost, umjerenost i pravdu. Osim toga, rituali na engleskom govornom području često naglašavaju principe bratske ljubavi, pomoći i istine, dok se u ritualima na francuskom jeziku ističu ideali slobode, jednakosti i bratstva. Ova raznolikost simbolike i pristupa ističe nedostatak potpune standardizacije unutar slobodnog zidarstva.

## Simboli u ritualu
U većini masonskih velikih loža, tijekom sastanaka lože uvijek će biti prikazana sveta knjiga, poput Biblije, Kurana, Tanakha, Veda ili druge odgovarajuće svete knjige, poznate u nekim ritualima kao Svezak svetog zakona. U ložama s članovima različitih religija često se prikazuje više svetih knjiga, a svaki kandidat dobiva knjigu prema vlastitom izboru, u skladu sa svojim religijskim uvjerenjima. Ujedinjena velika loža Engleske povezuje ovu praksu s pravnim sustavom Velike Britanije, uspoređujući je s postupcima polaganja prisege, poput predsjedničke prisege.
Slobodno zidarstvo koristi geometrijsku i arhitektonsku simboliku, pa se Vrhovno biće u masonskim ritualima naziva Velikim arhitektom Svemira, Velikim geometričarom i sličnim titulama, čime se ističe generički pojam Boga koji nije vezan za nijednu specifičnu religiju.
Neke lože koriste "trasirane ploče" – oslikane ili tiskane ilustracije koje prikazuju različite masonske simbole. Ove ploče služe kao obrazovna sredstva, koristeći se tijekom predavanja kako bi se novim članovima objasnili koncepti slobodnog zidarstva.
Salomonov hram predstavlja središnji simbol slobodnog zidarstva. Prema tradiciji, tri prva velika meštra bili su kralj Salomon, tirski kralj Hiram I. i Hiram Abif – majstor graditelj Hrama. Masonski inicijacijski rituali često uključuju simboličnu rekonstrukciju scena izgradnje Hrama, smještenih na Brdu hrama. Tako svaka masonska loža, dok traje rad na stupnjevima, simbolički postaje Hram, s ritualnim predmetima koji predstavljaju njegovu arhitekturu. Ovi simboli mogu biti ugrađeni u samu dvoranu lože ili prijenosni, a među najistaknutijima su replike stupova Boaz i Jahin, kroz koje svaki kandidat mora proći.
Povijesno gledano, slobodni zidari su koristili različite znakove (geste rukama), tajne rukovanja i lozinke kako bi razlikovali legitimne masonske članove od onih koji bi mogli pokušati prisustvovati sastancima nepozvani. Iako su ovi znakovi i lozinke više puta objavljeni i otkriveni, danas se slobodni zidari često koriste članskim iskaznicama i drugim oblicima pisane identifikacije.

## Tajnost rituala
Slobodni zidari često naglašavaju da "nisu tajno društvo, već društvo s tajnama." Tajne unutar slobodnog zidarstva uglavnom se odnose na različite metode prepoznavanja, poput rukovanja, lozinki i znakova (geste rukama) koje omogućuju prepoznavanje slobodnih zidara. Iako su ovi elementi, kao i veliki dio masonskih rituala, tijekom godina više puta otkriveni i objavljivani, slobodni zidari i dalje održavaju obvezu da o njima ne raspravljaju s neupućenima, više zbog očuvanja tradicije nego stvarne potrebe za tajnošću. Ovaj stav pridonio je percepciji slobodnih zidara kao vrlo tajanstvenih među ne-masonima.
Kritičari slobodnog zidara često ističu postojanje takozvanih "krvavih prisega", u kojima kandidati navodno prisežu da će čuvati tajne ključnih dijelova ceremonija. Upravo je ova percepcija tajnosti doprinijela stvaranju brojnih teorija urote vezanih uz slobodno zidarstvo.